# Стадион Нандор Хидегкути
Стадион Нандор Хидегкути (мађ. Hidegkuti Nándor Stadium), је вишенаменски стадион у Будимпешти, Мађарска и налази се на Шалготарјанском путу бр. 12-14.
Оригинални стадион је изграђен 1912. године и био је познат под именима Стадион МТК и Хунгарија керут. Оштећен током другог светског рата стадион је морао поново да се гради и поправља. поновно грађен и реновиран стадион је отворен 1947. године. Овај стадион је служио као дом фудбалског клуба МТК и репрезентације Мађарске. Стадион је срушен 2015. године да би се изградио нови. Отварање овог стадиона је било 2016. године.

## Историја

### Планирање
Тамаш Дојч, члан Европског парламента и председник МТК Будимпешта, најавио је да ће 2016. године бити изграђен нови стадион, у буџету између 6 и 6,5 милијарди ХУФ. Нови објекат прима око 5.000 гледалаца и дом је Фудбалске академије Шандор Карољ. Прва фаза изградње почела је на крају сезоне Мађарске лиге 2013/14., рушењем старог стадиона. У току изградње клуб је играо своје утакмице на другом стадиону у Будимпешти о чему су одлучивали навијачи клуба.
Дана 4. новембра 2014. године објављен је буџет за изградњу новог стадиона. Мађарска држава би обезбедила 1,39 милијарди ХУФ за изградњу спортске хале на спортском центру Михаљ Лантош, 3,91 милијарду ХУФ за реконструкцију стадиона Нандор Хидегкути и 350 милиона ХУФ за тренинг терена поред стадиона. Укупно 5,65 милијарди ХУФ.
Дана 5. децембра 2014. године на званичном сајту клуба објављени су први нацрти новог стадиона. Тендер је победио Борд Епитес студио Кфт, на челу са Петером Бордашом. Нови стадион је по пројекту примао нешто више од 5.000 гледалаца, а планирано је да се отвори у лето 2016. Планирана УЕФА категорија стадиона за нови стадион би била категорија 3 која захтева минимални капацитет седења од 4.500 и најмање 250 ВИП места.
Дана 12. децембра 2014. године на сајту клуба објављене су нове фотографије новог стадиона.
Мађарски „епитесзфорум.ху” је 18. јуна 2015. открио нове планове. Планове су испоручили пројектанти две компаније, Спортарцхитецтс и Азмпл.

### Рушење
Дана 6. новембра 2014. године почело је рушење стадиона. Прво је деинсталиран систем рефлектора, а затим су уклоњена седишта.
У мају 2015. почело је рушење главне трибине.

### Отварање
Дана 13. октобра 2016. године стадион је званично отворен пријатељском утакмицом МТК Будимпешта – Спортинг. Спортинг клуб де Португал довео је само три играча из свог првог тима (Ажбе Жуг, Рикардо Есгаијо и Матеус Переира због чињенице да клуб мора да игра у трећем колу Така де Португал 2016–17 против Ф.К. Фамаликао). На церемонији отварања говор је одржао Виктор Орбан, премијер Мађарске, а потом и посланик у Европском парламенту и председник МТК Будимпешта Тамаш Дојч.
Дана 22. октобра 2016. године. прва утакмица НБ I одиграна је на стадиону када је МТК Будимпешта угостио Ђер Ђирмот у 13. недељи НБ I сезоне 2016/17. Први гол на новом стадиону постигао је нападач МТК Шандор Торгел у 75. минуту меча који је завршио победом од 1 : 0.
Прва међународна утакмица одиграна је 23. марта 2017. Мађарска је угостила Русију у елитном кругу квалификација за Европско првенство до 17 година 2017. Утакмица је завршена победом Мађарске од 2 : 1. Први гол постигао је Рус Пруцев у 16. минуту. Док је мађарски репрезентативац Собослаји изједначио у 74. минуту и поново погодио у 84. минуту за победу.
Дана 5. априла 2017. године одиграна је прва утакмица у Мађарској купу. Домаћин је била екипа ФК Вашаша, већ од Вашаша, пошто је њихов стадион Иловски Рудолф срушен. Вашаш је угостио ФК Ујпешт. Коначни резултат је био 0 : 1, али Вашаш се квалификовао у следећу рунду са укупним резултатом 2 : 2. Једини погодак постигао је Немања Андрић у надокнади првог полувремена.

## Значајне утакмице
| ФК МТК                                  | 2 : 2    | Спортинг                                                     |
| --------------------------------------- | -------- | ------------------------------------------------------------ |
| Јожеф Канта 44’ (пен.) · Патрик Пол 76’ | Извештај | Роналдо Таварес 23’ · Матеус Фелипе Коста Переира 51’ (пен.) |

| ФК МТК              | 1 : 0    | Ђер Ђирмот |
| ------------------- | -------- | ---------- |
| Шандор Торгхеле 75’ | Извештај |            |

| Русија            | 1 : 2    | Мађарска             |
| ----------------- | -------- | -------------------- |
| Данил Прутцев 16’ | Извештај | Собослаји 74’, 80+4’ |

| ФК Вашаш | 0 : 1    | ФК Ујпешт           |
| -------- | -------- | ------------------- |
|          | Извештај | 45+2’ Немања Андрић |